# 구스타브 프레이
구스타브 프레이(스웨덴어: Gustav Freij, 1922년 3월 17일 - 1973년 8월 4일)는 스웨덴의 레슬링 선수였다. 그는 1948년, 1952년과 1960년 올림픽에서 레슬링 그레코로만형 라이트급에 참가했고 각각 1위, 2위, 3위를 했다. 그는 부상 때문에 1956년 올림픽 출전 기회를 놓쳤다.
현역에서 은퇴한후 프레이는 말뫼의 인쇄소에서 일했다. 그는 51세때 암으로 사망했다. 그의 조카 레이프 프레이 또한 올림픽 레슬링 선수가 되었다.

## 참조
1. ↑  구스타브 프레이 보관됨 2014-10-06 - 웨이백 머신. sports-reference.com
2. ↑  구스타브 프레이. 스웨덴 올림픽 위원회